# Jane Robinson (Ruderin)
Jane Robinson (* 12. Dezember 1969 in Cobden, Victoria) ist eine ehemalige australische Ruderin.
Die 1,83 m große Jane Robinson trat bei den Olympischen Spielen 1996 im Doppelvierer an und belegte den neunten Platz. Bei den Weltmeisterschaften 1997 erreichte sie das A-Finale und belegte den sechsten Platz im Doppelzweier. Ihre erste internationale Medaille gewann Robinson bei den Weltmeisterschaften 1998 in Köln. Zusammen mit Marina Hatzakis, Sally Newmarch und Bronwyn Roye erhielt sie Bronze im Doppelvierer. Im Jahr darauf belegte Robinson mit dem australischen Doppelvierer den elften Platz bei den Weltmeisterschaften 1999.
In der Olympiasaison 2000 startete Robinson im australischen Achter, bei den Olympischen Spielen in Sydney erreichte der Achter des Gastgeberlandes den fünften Platz. 2001 ruderte Jane Robinson zusammen mit Julia Wilson, Jo Lutz und Victoria Roberts im Vierer ohne Steuerfrau zum Weltmeistertitel. Im Weltmeisterschaftsfinale von Luzern hatten die Australierinnen etwas über eine Sekunde Vorsprung vor den Neuseeländerinnen. Die vier Ruderinnen traten auch mit dem Achter an und gewannen auch in dieser Bootsklasse den Titel vor den Booten aus Rumänien und Deutschland. Bei den Weltmeisterschaften 2002 trat Jane Robinson nur im Achter an und erkämpfte die Silbermedaille hinter dem US-Achter, neun Hundertstelsekunden hinter den Australierinnen erhielt der deutsche Frauenachter die Bronzemedaille. 2003 kehrte Robinson in den Doppelvierer zurück. Zusammen mit Dana Faletic, Kerry Hore und Amber Bradley gewann sie den Weltmeistertitel bei den Weltmeisterschaften in Mailand. Im Alter von 34 Jahren nahm Jane Robinson 2004 in Athen an ihren dritten Olympischen Spielen teil und belegte zusammen mit Donna Martin den neunten Platz im Doppelzweier.